# 仕事関数
仕事関数（しごとかんすう、英: work function）は、物質表面において、表面から1個の電子を無限遠まで取り出すのに必要な最小エネルギーのこと。

## 定義
電子が N + 1 個ある表面系の基底状態の全エネルギー（場合により自由エネルギー）を Etot(N + 1)とする。
表面上の空間は真空であるとすると、系全体のエネルギーはEtot(N + 1)である。
ここで、この表面系から電子を1個無限遠方まで取り出し、電子がN 個になったときを考える。
N個の電子からなる表面系の基底状態の全エネルギーを Etot(N) とし、無限遠方にある電子状態を真空準位 V(∞)とすると、系全体としてはEtot(N) + V(∞) となる。
よって仕事関数 W は、次のように書ける。
{\displaystyle W=-E_{\mathrm {tot} }(N+1)+\{E_{\mathrm {tot} }(N)+V(\infty )\}}

## 性質
化学ポテンシャルをμとすると、N が十分大きければ、{\displaystyle E_{\mathrm {tot} }(N+1)-E_{\mathrm {tot} }(N)=\partial E_{\mathrm {tot} }/{\partial N}=\mu }であるため、次のように表せる。
{\displaystyle W=-{\frac {\partial E_{\mathrm {tot} }}{\partial N}}+V(\infty )=-\mu +V(\infty )}
温度が絶対零度 (T = 0 K) なら、
{\displaystyle \epsilon _{\mathrm {F} }=\mu }
となり（εFはフェルミ準位）、仕事関数は真空準位とフェルミ準位とのエネルギー差となる。表面から電子を取り出す場合、それは熱（→熱電子）であったり、光の吸収や原子、イオンなどの衝突などによって電子が励起されて飛び出してくる。飛び出す電子はいろいろなエネルギー準位から出てくるが、仕事関数は定義によりその中で最小のものとなる。従って真空準位とフェルミ準位 (T = 0 K) との差が仕事関数となる。表面の電子状態がバンドギャップを持つ場合は、バンドギャップ中にあるフェルミ準位と真空準位とのエネルギー差が仕事関数となる。
真空準位は常にフェルミ準位より高いところにある。真空準位がフェルミ準位より低くなること（つまり負の仕事関数）は、表面から（何の励起もなく）自発的に電子が出て行くことになりあり得ない。
金属元素表面での仕事関数の値は、およそ2–6 eV程度である。金属単体として最も仕事関数が小さいのはセシウムで、1.93 eVである。
仕事関数の値は、表面における原子の種類、面の方位や、構造、或いは他の原子が吸着していることなどに強く依存する。これは別の言い方をすれば、仕事関数は表面の電子状態に強く依存している量である。その意味で、仕事関数は表面の研究において非常に重要な物理量の一つである。
実験的には、ケルビン法（振動容量法）、熱電子放出や光電子放出実験などで測定される。

## 電気陰性度との関係
ポーリングの電気陰性度を χ とすると、いろいろな単体元素表面の仕事関数と χ には次のような相関関係がある（単位はeV）。
{\displaystyle W=\,2.27\chi +0.34}
勿論、実際の値にはばらつきがあり、上式にあまり当てはまらないものもある。

## 熱電子放出と仕事関数の関係
熱電子放出強度をIとすると仕事関数Wとは、
{\displaystyle I=\alpha T^{2}e^{-W/kT}}
の関係が成り立つ。α は適当な定数、T は温度、k はボルツマン定数。この関係から、熱電子放出強度とその温度依存性を測定すれば仕事関数を求めることができる。